# Omar Sívori
Enrique Omar Sívori (2. oktober 1935 i Buenos Aires – 17. februar 2005 i Buenos Aires) var en argentinsk fodboldspiller og træner. Han er mest kendt for sin tid som spiller for Juventus og Napoli i Italien. Han spillede også for River Plate i Argentina. Han spillede landskampe for både Argentina (nitten kampe og ni mål) og Italien (ni kampe og otte mål). Han blev kåret til Årets Fodboldspiller i Europa i 1961.
Han spillede for det succesrige Juventus-hold i 1960'erne, og var med til at vinde Serie A tre gange. Han er af Pelé valgt som en af verdens 125 bedste spillere. Han er i eftertiden blevet kaldt 1960'ernes Maradona.
Efter spillerkarrieren var han træner for flere klubber i Argentina, og var i tiden 1972 til 1974 landsholdstræner for Argentina. Han døde i 2005 af pancreascancer.